# Piotr Kostka
Piotr Kostka (zm. 25 stycznia 1595 w Chełmży) – biskup chełmiński kanonik krakowski i warmiński. Nominowany przez papieża Grzegorza XIII na biskupa 4 czerwca 1574, pozostając nadal kanonikiem warmińskim, sekretarz Zygmunta II Augusta.

## Życiorys

### Rodzina
Syn Macieja (zm. po 1523) i Barbary Komorowskiej. Brat Anny, Katarzyny, Jakuba (zm. 1590), miecznika ziem polskich, Wojciecha, Stanisława (zm. 1587), podkomorzego chełmskiego, Pawła i Jana.

### Nauka i praca
Studiował w Paryżu, oraz Leuven. Zanim został biskupem chełmińskim związany był z Krakowem zostając tam kanonikiem. Później został kanonikiem warmińskim. Na synodzie w Piotrkowie w 1577 uchwalono, że diecezja pomezańska przechodzi pod stałą administrację biskupa chełmińskiego. W 1580 do opustoszałego klasztoru franciszkańskiego w Lubawie sprowadził zakon bernardynów. W 1583 zwołał synod diecezjalny. Utrzymywał korespondencję ze św. Karolem Boromeuszem. W 1589 roku był sygnatariuszem ratyfikacji traktatu bytomsko-będzińskiego na sejmie pacyfikacyjnym. W 1593 udzielił przywileju jezuitom przybyłym do Torunia.